# Гохтн
Гохтн (арм. Գողթն, др.-арм. Գողթն — Голтн) — гавар Великой Армении, в составе ашхара Васпуракан. Историческая армянская провинция. Благодаря своему расположению, область сыграла значительную роль в истории армянского народа. Сегодня земля Гохтна находится в составе Ордубадского района Азербайджана.

## История
Гохтн сыграл одну из решающих ролей в армянской истории до начала XX века. Исторически в этом регионе уделялось большое внимание искусству и науке. Так, армянский историк Мовсес Хоренаци, рассказывая о песнях и сказаниях, отмечает, что их ревниво берегли люди области Гохтн. Во многом благодаря этому армянская область получила свое название, где слово «Гохтн» означает «история», «песня» или «сказ». Следует это из предположения о происхождение слова от общеиндоевропейского корня «gal» или «ghel», который изначально означал «называть, звать, кричать». В армянской историографии, помимо слова «Гохтн», встречались следующие названия области: Гохтан тун (у Корюна) и Гохтнастан (у Товмы Арцруни). О Гохтне также сообщали иностранные авторы, в частности, Птолемей в своём сочинении упомянул провинцию Колтен (которая созвучна с названием провинции на древнеармянском — Голтн).
Согласно летописцу Корюну, Месроп Маштоц долгое время проживал в Гохтне, где работал над созданием армянской письменности и одновременно занимался проповеднической деятельностью. Согласно тому же Корюну, Месроп Маштоц со своими учениками поехал в Гохтн, где «перед ним встал князь Гохтна… которого звали Шабат, гостеприимно, с набожностью угощал их. И с помощью князя Шабата начал распространять грамотность среди населения гавара». Корюн пишет, что после распространения грамотности Месроп Маштоц открыл первые школы Армении с помощью князя Шабата и в каждом селе гавара открыл монашеские школы.
Заслуги Месропа Маштоца в деле укоренения христианства в области были настолько велики, что после его смерти Гохтн наряду с двумя другими провинциями Великой Армении рассматривался как одно из мест возможного захоронения. Так, армянский историк М. Хоренаци сообщал: 
Одни желали перенести его в родную его Таронскую область, другие в Гохтн, первым получившим пастырское его наставление, третьи предлагали тут же в Вагаршапате положить его в усыпальнице святых.
Нахарарские династии области, именовавшиеся «Владыками Гохтна», как ответвления старших нахарарских родов древней Армении, под номером 16 были включены в титулярный армянский список «Гахманак», и, согласно военному регистру Великой Армении «Зоранамаку», предоставляли в царское войско 500 всадников. По данным армянской историографии начала VII века «Ашхарацуйца», Гохтн был 33-й провинцией армянской области Воспуракан, и управлялся княжеским родом Арцруни.
Согласно историческим данным, в Гохтне население с древних времен занималось ремеслами, садоводством и виноградарством. Выращенные в Гохтне гранаты, персики, виноград и другие плоды пользовались большим спросом на рынках региона. В «Ашхарацуйце» при перечислении провинций области Воспуракан отмечается, что Гохтн обильный вином. О том, что Гохнт являлся одним из центров армянского виноделия, также свидетельствует историк Мовсес Хоренаци, отмечая, что Ароматно сохранили вкус вина люди со стороны Гохтна….
Как отмечает Аргам Айвазян, неотъемлемую часть природы Гохтна составляют армянские историко-архитектурные памятники, поселения, села и города, которые сконцентрированы в основном в гохтнинских ущельях Агулиса, Ордубада, Вананда, Цхны и Гилана (Биста).
В XI веке началось вторжение сельджуков в Армению. Это нашествие нанесло катастрофический удар по армянскому этносу. Гохтн наряду с Сюником и частью Васпуракана были первыми из армянских земель захвачены сельджуками. В результате политики, проводимой принявшими ислам захватчиками, армяне были вынуждены покидать родную землю.